# Saint-Symphorien (Cher)
Saint-Symphorien – miejscowość i gmina we Francji, w Regionie Centralnym, w departamencie Cher. Nazwa miejscowości pochodzi od imienia św. Symforiana.
Według danych na rok 1990 gminę zamieszkiwało 114 osób, a gęstość zaludnienia wynosiła 12 osób/km² (wśród 1842 gmin Centre, Saint-Symphorien plasuje się na 1020. miejscu pod względem liczby ludności, natomiast pod względem powierzchni na miejscu 1170.).